# Petr Drobisz
Petr Drobisz (* 14. července 1976 v Třinci) je bývalý český fotbalový brankář. Sportovní kariéru začínal v rodném Třinci, a postupně chytal za Vítkovice, Jablonec, Slovácko nebo SK Sigma Olomouc. Jeho posledním působištěm v profesionálním fotbale bylo 1.SC Znojmo. Zde v roce 2015 ukončil aktivní kariéru.

## Korupční aféra
Drobisz výrazně figuroval v aféře, kterou rozpoutal majitel Bohemians Praha Karel Kapr. Prohlásil, že v květnu 2009 před prvoligovým zápasem Bohemians Praha s Olomoucí nabídl Drobisz jeho hráčům úplatek 300.000 korun. Kapr prý fotbalistům poradil, aby úplatek převzali s tím, že pak pokus o uplácení oznámí policii.
Drobisz nakonec po mnohaletých tahanicích odešel od soudu bez trestu a vypršel mu také osmnáctiměsíční zákaz činnosti, který mu udělila disciplinární komise FAČR. V nejvyšší soutěži chytal naposledy 14. října 2011 za Olomouc při zápase v Českých Budějovicích. V sezoně 2013/2014 se znovu objevil v bráně prvoligového nováčka – Znojma proti AC Sparta Praha, které 1. SC Znojmo podlehlo 0:2.